# Hetpaleis

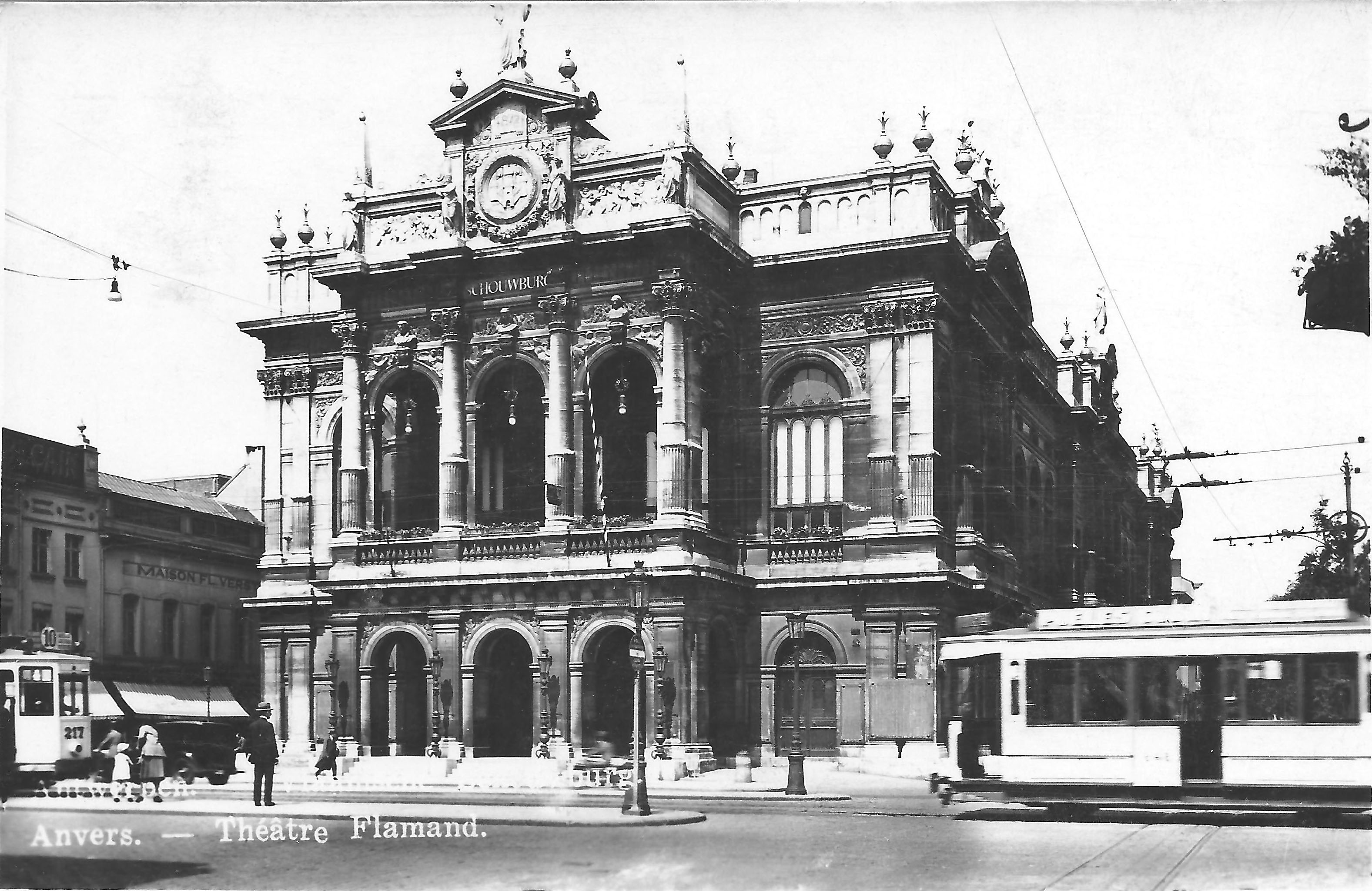
Het vroegere theatergebouw bij de Kipdorpbrug

hetpaleis is een podiumkunstenhuis voor jong publiek. Het is in 1997 ontstaan toen het voormalige Koninklijk Jeugdtheater (KJT) werd omgevormd tot een Instituut van Openbaar Nut.

## Geschiedenis
Het Jeugdtheater ontstond in 1942, als opvolger van het twee jaar oudere poppentheater De Zonnebloem van Jan Brugmans. Initiatiefnemer in 1942 was KNS-directeur Joris Diels. Het Jeugdtheater van de KNS werd geleid door acteur en regisseur Fred Engelen. De Zonnebloem en het Jeugdtheater speelden in de Concordiazaal in de Lange Gasthuisstraat. Onder de leiding van Corry Lievens werd het een zelfstandig gezelschap. De stad Antwerpen bood de Huurschouwburg aan de Kipdorpbrug aan als infrastructuur tot deze in 1958 werd gesloten, en twee jaar later afgebroken. 
Het gezelschap leidde dan een zwervend bestaan. Na het overlijden van Corry Lievens werd ze in 1968 opgevolgd door Joost Noydens. In 1971 werd het Jeugdtheater het Koninklijk Jeugdtheater. In 1980 vond het een plaats in de nieuwe Stadsschouwburg. Walter Merhottein nam de leiding in 1987, en knoopte een samenwerking aan met het figurentheater van Theater Froe Froe. 
Directeur Barbara Wyckmans vormde het KJT in 1997 om tot hetpaleis. Sinds 1 augustus 2016 staat Els De Bodt aan het roer van hetpaleis.

## Producties
Hetpaleis is in Vlaanderen het grootste productiehuis voor jeugdtheater. 
Gemiddeld worden 10 producties per seizoen gerealiseerd. Markante producties van hetpaleis waren uit het eerste seizoen De Afscheidssymfonie, Niet alle Marokkanen zijn dieven van Arne Sierens in 2002, Wortel van glas van Josse De Pauw een jaar later, uit 2004 Lodewijk, de koningspinguïn van en met Dimitri Leue of U bent mijn moeder in 2005 van Joop Admiraal.
hetpaleis speelt in de Stadsschouwburg aan de Vogelmarkt. De Grote zaal biedt plaats aan 534 toeschouwers, de Kleine zaal aan 100 kijkers.